# Mannophryne speeri
Mannophryne speeri é uma espécie de anfíbio anuro da família Dendrobatidae. Está presente na Venezuela. A UICN classificou-a como deficiente de dados.